# 湛山寺
湛山寺（たんざんじ）は、中華人民共和国山東省青島市市南区湛山南麓にある天台宗の寺院。

## 歴史
1934年、湛山寺は工事を始めて、1945年に完成します。開山祖師は釈倓虚。
1983年、中華人民共和国国務院は仏寺を漢族地区仏教全国重点寺院に認定した。1989年、鐘楼・鼓楼を増築した。1996年、放生池を増築した。2004年、湛山寺内に山東湛山仏学院を設立。2005年、臥仏殿・倓虚法師紀念堂を増築した。

## 伽藍
山門、天王殿、鐘楼、鼓楼、大雄宝殿、三聖殿、客房、蔵経楼、薬師塔

## 主な住僧
- 釈倓虚（1933年 – 1944年）
- 釈善波（1944年 – 1950年還俗）
- 釈真法（1950年 – 1978年入寂）
- 釈明哲（1988年 – 現在）